# Електрична залізниця Хіросіми
Електрична залізниця Хіросіми Ко., Лтд. (広島電鉄株式会社 Хіросіма Дентецу Кабусікі-ґайся) — японська компанія-перевізник, створена 18 червня 1910 року, котра організовує рух трамваїв та автобусів у префектурі Хіросіма та прилеглій території. Компанія більш відома скороченою назвою «Хіроден» (広電)
Рухомий склад компанії складається з різноманітних трамвайних вагонів, вироблених у різних частинах Японії, а також у Європі. Через це трамвай Хіросіми називають «рухомим музеєм трамваїв».
Від січня 2008 року компанія запровадила систему оплати проїзду смарт-картками PASPY.
Трамвай Хіросіми є найдовшою трамвайною мережею в Японії. Протяжність складає 35,1 км.

## Залізниця та трамвай
- Одна залізнична лінія, протяжність маршруту — 16,1 км (лінія Міядзіма)
  - працює між станціями Хіроден-нісі-Хіросіма та Хіроден-міядзіма-ґуті.
  - поїзди (трамваї) сполучені з іншими лініями залізниці Нісі-Хіросіма
- Шість міських трамвайних ліній, на котрих діють вісім маршрутів загальною протяжністю 19 км.
- Працює 271 трамвай.
- Компанія обслуговує найдовшу та найбільш навантажену трамвайну мережу в Японії.

### Основні кінцеві станції
- Станція Хіросіма (сполучення зі станцією Хіросіма JR)
- Станція Йокоґава (Сполучення зі станцією Йокоґава JR)
- Станція Хіросіма-порт (сполучення з поромами та суднами на підводних крилах до Мацуями, Імабарі, Куре, Міядзіми, Етадзіми та інших островів Внутрішнього японського моря)
- Станція Хондорі (сполучення зі станцією Хондорі лінії Астрам)
- Станція Хакусіма
- Станція Еба
- Станція Хіроден-нісі-Хіросіма (сполучення зі станцією JR Нісі-Хіросіма)
- Станція Хіроден-міядзіма-ґуті (сполучення зі станцією JR Міядзімаґуті та JR Пором до Міядзіми)

## Галерея

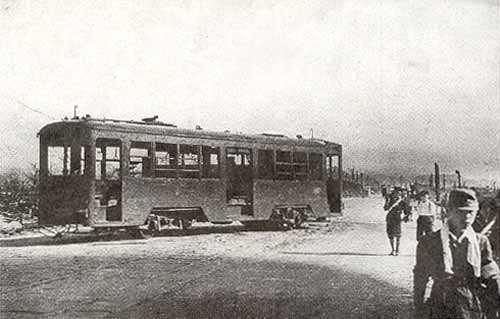
Зруйнований та скинутий з рейок трамвай Хіроден 651 9 серпня 1945 р.
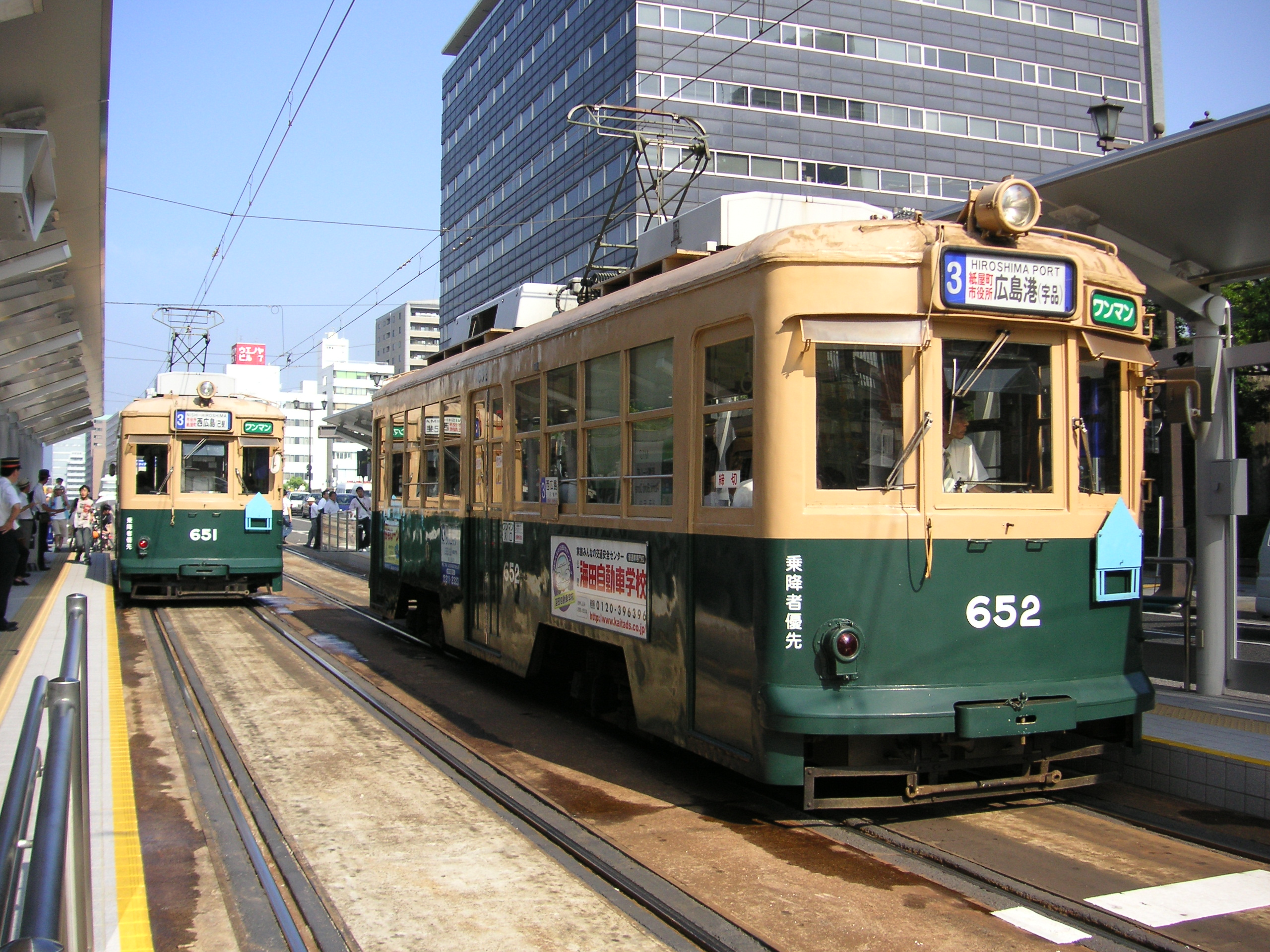
Трамваї Хіроден 651 та 652, котрі вціліли після атомного бомбардування і, станом на 2024 рік, продовжують працювати на лінії
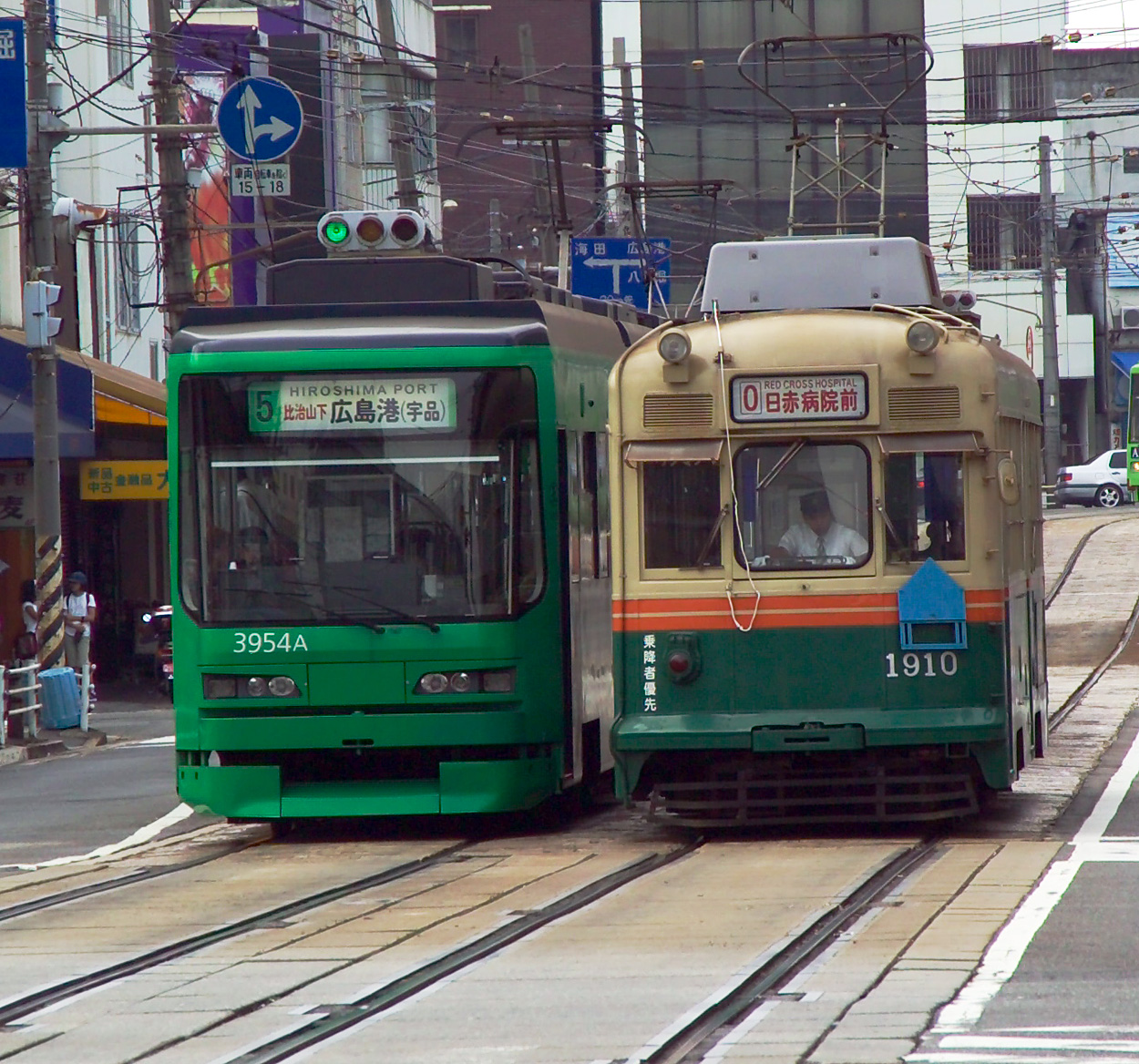
Старий та новий трамвай Хіроден
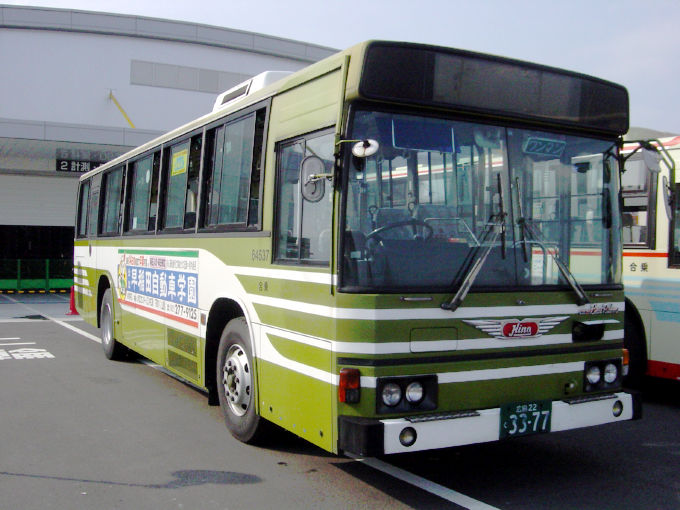
Автобус Хіроден
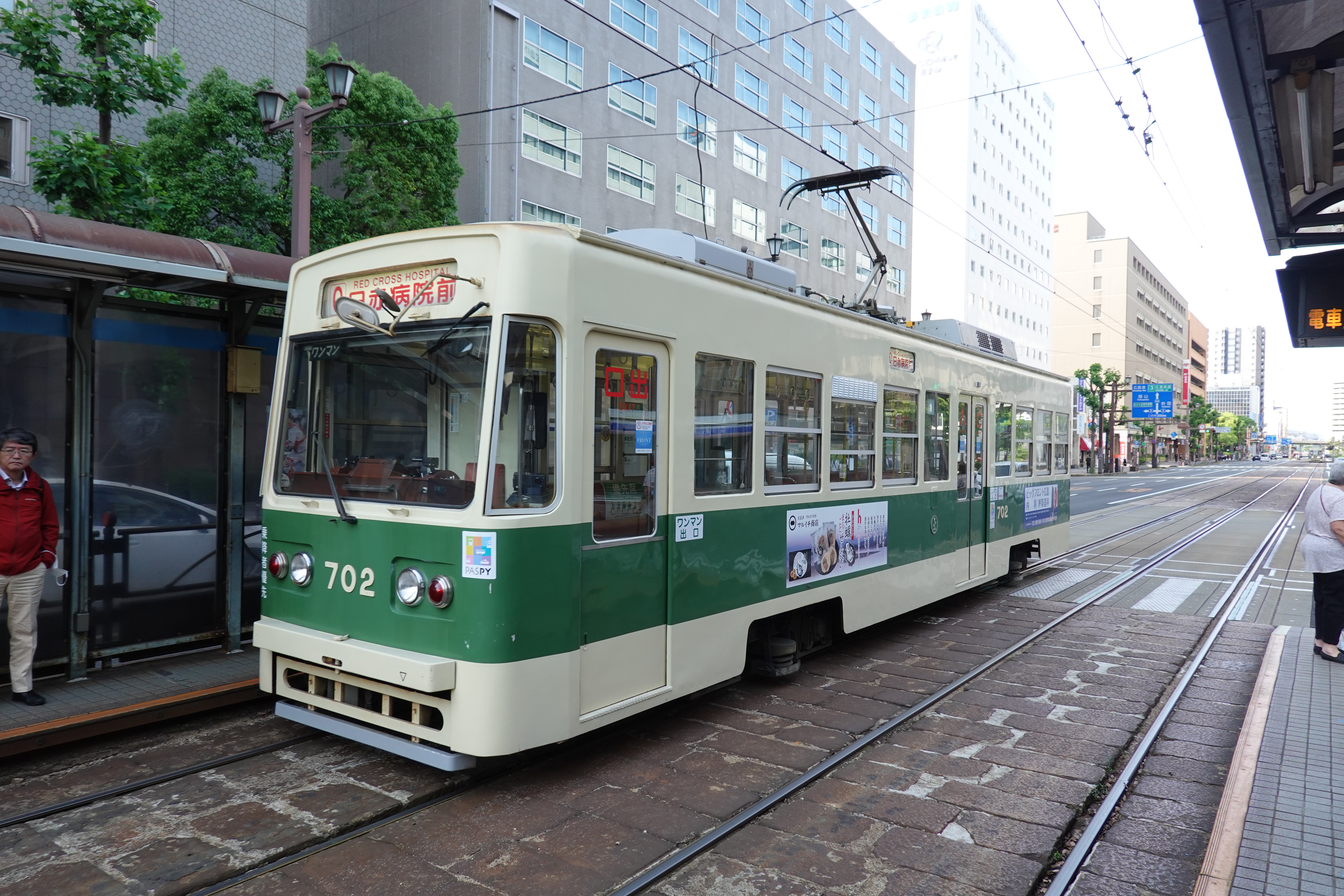
Hiroshima 700 series (1982 року випуску)
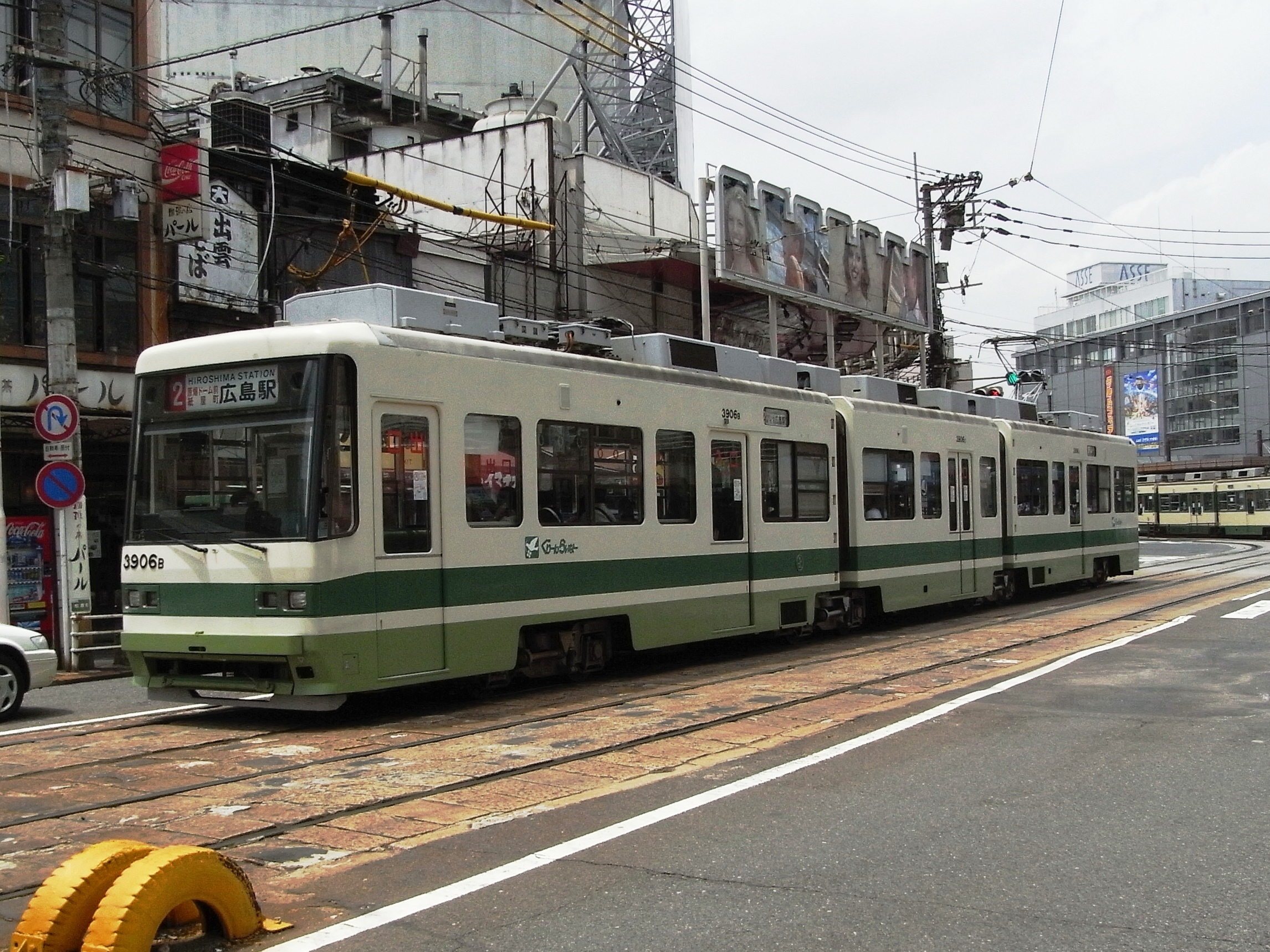
Hiroshima 3900 series
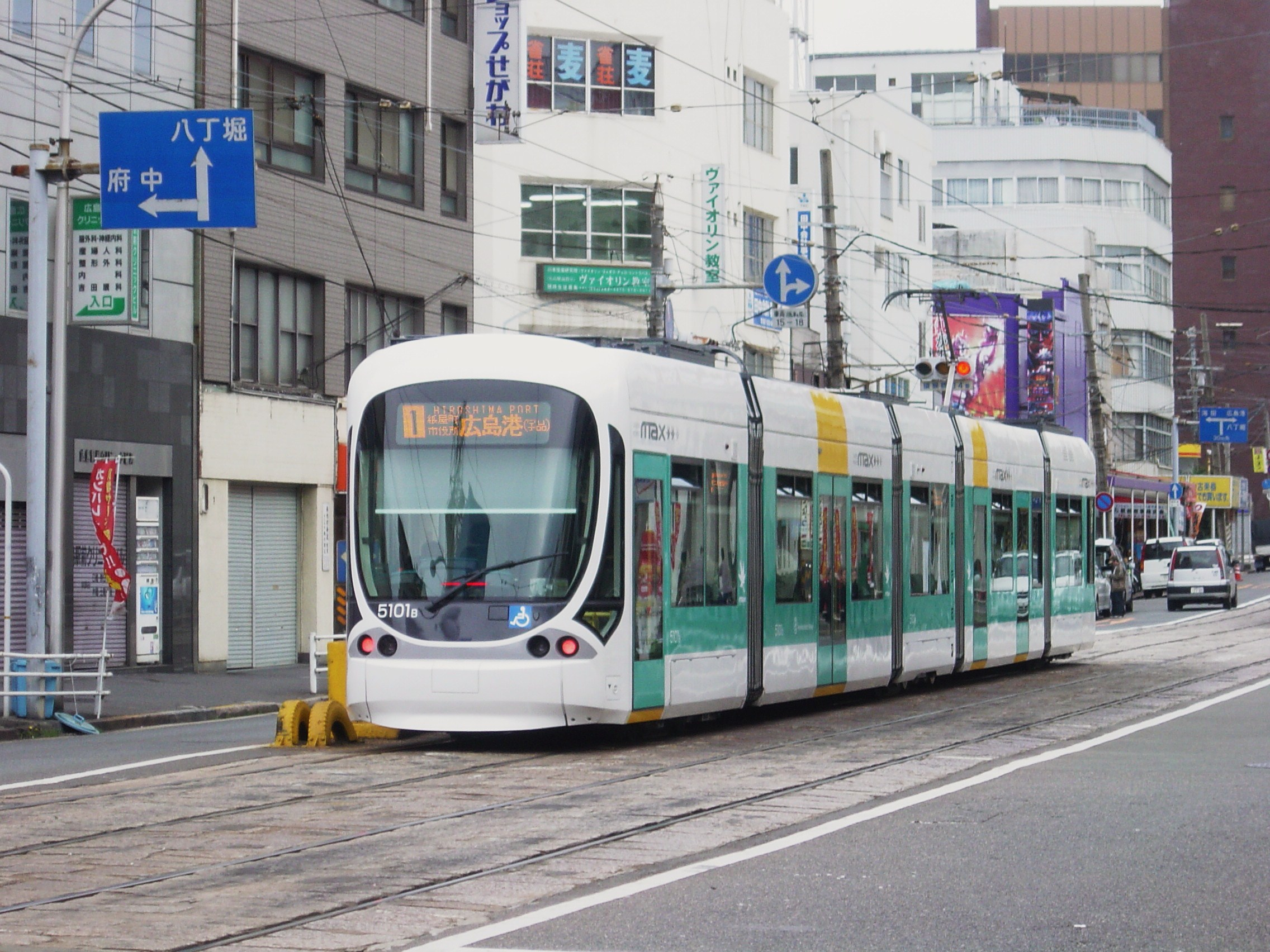
Green Mover Max
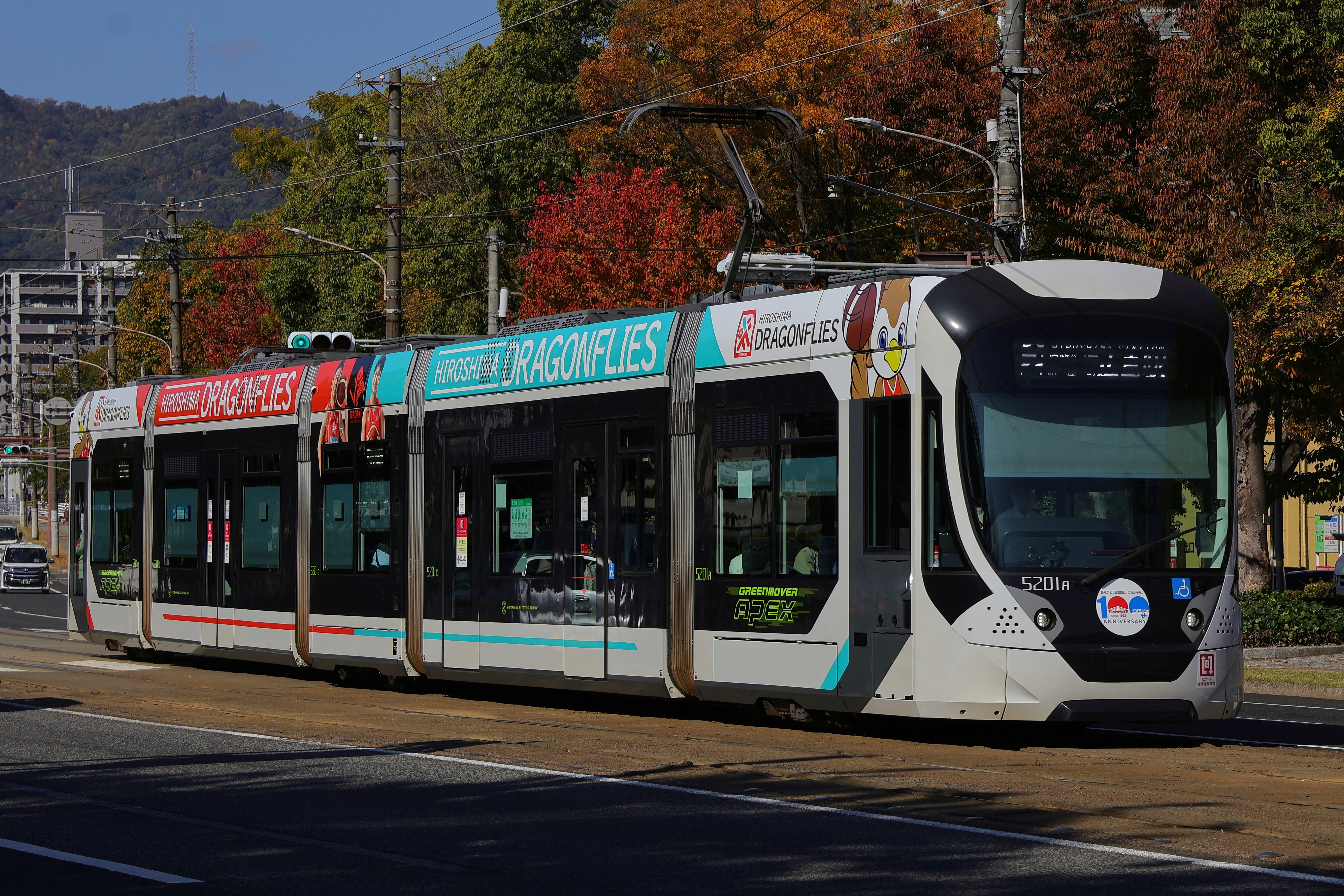
Green Mover Apex — найсучасніший трамвай у Хіросімі

### Перелік ліній та маршрутів
- Перелік ліній та маршрутів трамваю Хіроден

## Автобусне сполучення
Міське сполучення
- № 2: Офіс префектури Хіросіма — Станція Хіросіма — Футю
- № 3: Станція Хіросіма — Хаттьоборі — Каміятьо — Міська рада Хіросіми — Кан'он
- № 4: Офіс префектури — Станція Хіросіма — Ніхо/Мукайнада
- № 5: Усіта — Станція Хіросіма — Шпиталь університету Хіросіми
- № 6: Усіта — Хаттьоборі — Каміятьо — Міська рада — Фунаїрі — Еба
- № 7: (Станція Йогоґава — Токайті маті —) Каміятьо — Міська рада — Шпиталь університету — Ніхо/Мукайнада
  - Автобус ходить лише вранці маршрутом Йокоґава — Каміятьо
- № 8: Йокоґава — Кан'он
- № 10: Станція Нісі-Хіросіма — Міська рада — Шпиталь університету
- № 12: Хесака — Хаттьоборі — Міюкі-басі — Ніхо/ — Асахіматі/ — Хондорі — Міюкі-Басі — Ніхо (Експрес)
  - Маршрут до Асахіматі та Експрес ходять лише під час годин пік.
- № 13: Станція Хіросіма — Інарі-маті — Тюден-мае — Міська рада

Приміське сполучення
У передмісті діють 28 автобусних маршрути. Більшість приміських маршрутів відходить із центрального автовокзалу Хіросіми.
- Північ: до районів Асамінамі, Асакіта, Йосіда, Тойохіра, Сандан-кьо (через швидкісне шосе Тюґоку або Маршрут 191) та Мійосі (через швидкісне шосе Тюґоку)
  - Автобус до зоопарку Аса та Асахіґаоки вирушає від станції Хіросіма, а не з центрального автовокзалу.
- Захід: до районів Кої, західного району, Саекі, Хацукаїті
  - Деякі автобуси вирушають зі станції Хіросіма або станціх Хаттьоборі.
- 1 наскрізний маршрут до Куре.
- 6 автобусних маршрутів проходять автомагістраллю вищого класу навколо регіону Тюґоку та Токіо.
  - маршрути між містами Масуда, Хамада, Мацуе, Йонаґо, Тотторі та Токіо.
- Автобус до аеропорту Хіросіма.
- Автобусний парк становить 489 автобусів.

### Головні автобусні станції
- Головною станцією є центральний автовокзал Хіросіми